# Güizhagüiña
Güizhagüiña ist eine Ortschaft und eine Parroquia rural („ländliches Kirchspiel“) im Kanton Zaruma der ecuadorianischen Provinz El Oro. Die Parroquia besitzt eine Fläche von 155,3 km². Die Einwohnerzahl lag im Jahr 2010 bei 1704.

## Lage
Die Parroquia Güizhagüiña liegt in den westlichen Anden im Südwesten von Ecuador. Die Flüsse Río Amarillo und Río Luis, beides Zuflüsse des Río Pindo, begrenzen das Areal im Norden und im Nordwesten sowie im Süden. Entlang der östlichen Verwaltungsgrenze verläuft die Wasserscheide zum Einzugsgebiet des Río León, linker Quellfluss des Río Jubones. Dort erreicht das Verwaltungsgebiet im Cerro Negro eine maximale Höhe von 3815 m. Der 1270 m hoch gelegene Hauptort befindet sich knapp 7 km östlich vom Kantonshauptort Zaruma.
Die Parroquia Güizhagüiña grenzt im Nordosten und im Osten an die Provinz Loja mit den Parroquias Manú, El Paraíso de Celén und San Pablo de Tenta (alle drei im Kanton Saraguro), im Süden an die Parroquias Morales und Curtincápac (beide im Kanton Portovelo), im Südwesten an die Parroquia Portovelo (ebenfalls im Kanton Portovelo) sowie im Nordwesten an die Parroquias Zaruma, Sinsao und Salvias.

## Orte und Siedlungen
Neben dem Hauptort Güizhagüiña gibt es in der Parroquia noch folgende Barrios: 5 de agosto, Bellavista, Canelal, Chorrera, Daule, El Progreso, La Florida, La Primavera, Loma Larga, Palmira, Pueblo Nuevo, San Juan de Bellavista, San Pablo und Loma Larga Sur.

## Geschichte
Im Jahr 1820 löst sich Zaruma von der Provinz Loja und erklärte sich als ein Kanton mit den Parroquias Paccha, Malvas und Güizhagüiña.